# 九龍電話大廈

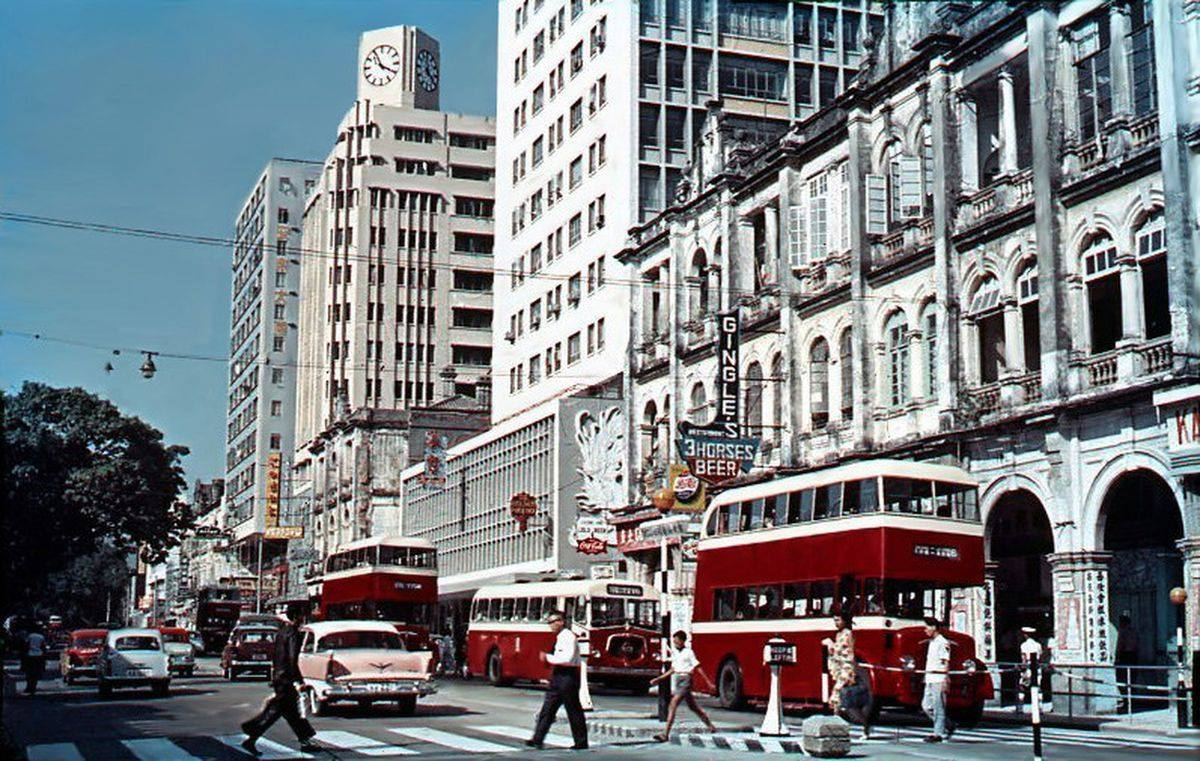
1962年彌敦道，後方有鐘樓的為九龍電話大廈

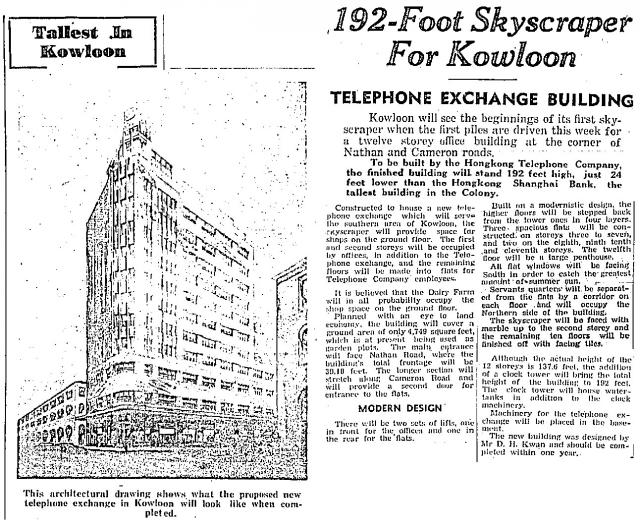
1948年《士蔑報》關於九龍電話大廈的報導

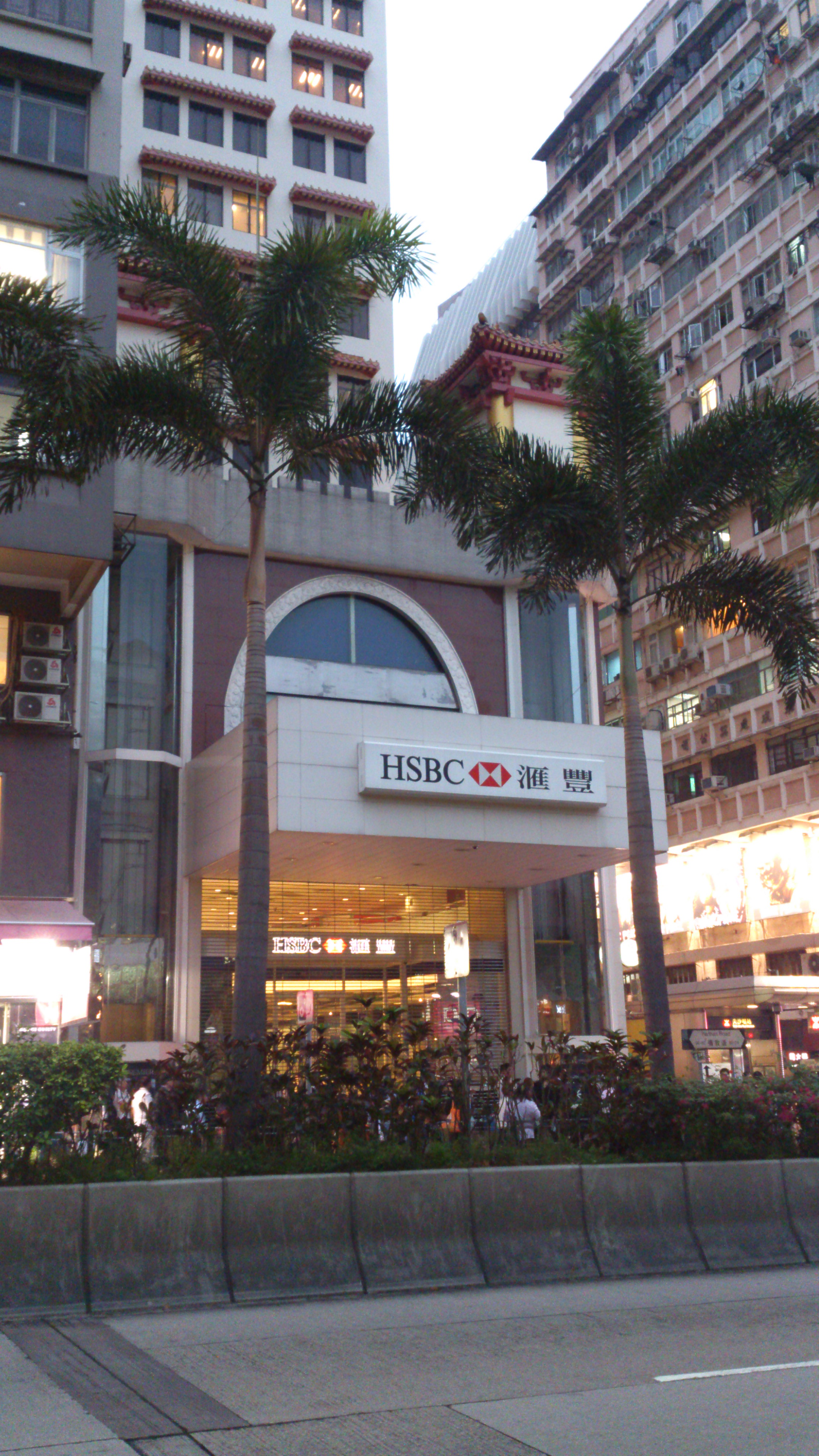
原址現為尖沙咀滙豐大廈

九龍電話大廈是香港一座已拆卸的建築物，由建築師關永康設計，位於尖沙咀彌敦道82-84號及金馬倫道交界。樓高192呎，於1949年建成後曾為九龍最高的建築物，現址已重建作尖沙咀滙豐大廈。

## 歷史
根據1948年2月2日的《士蔑報》（Hongkong Telegraph），有篇幅報導簡述此建築，而其中賣點是九龍最高的建築物。
大廈由當時香港電話有限公司（Hong Kong Telephone Company，即香港電訊前身）興建，用以取代彌敦道及窩打老道交界的舊址辦公室。

## 特色
- 樓高12層，地下及一樓的樓底較高，而最高兩層則逐漸退台
- 頂樓近彌敦道及金馬倫道交界設有一鐘樓，四面均有鐘面，但只以粗線代替時分數字

## 外部連結
- Gwulo：Photos of HK Telephone Building, Nathan Road （页面存档备份，存于）
- Facebook：Hong Kong Heritages 專頁的「九龍電話大廈」圖集